# Ятеориза
Ятеориза (лат. Jateorhiza) — род цветковых растений семейства Луносемянниковые (Menispermaceae). Произрастает в Восточной Африке.

## Ботаническое описание
Многолетние травянистые лианы с пальчатолопастными листьями. Имеют клубневидное корневище с толстыми корнями до 8 см в диаметре. Цветки у растений однополые, маленькие, зелёного цвета, в пазушных метёлках.

## Виды
По современным данным род насчитывает 2 вида, произрастающие в Восточной Африке:
- Jateorhiza macrantha (Hook.f.) Exell & Mendonca
- Jateorhiza palmata (Lam.) Miers — Ятеориза пальчатая